# Кодичина-Манке (Козенца)
Кодичина-Манке је насеље у Италији у округу Козенца, региону Калабрија.
Према процени из 2011. у насељу је живело 56 становника. Насеље се налази на надморској висини од 588 м.